# Jassim Mohammed
Jassim Mohammed (10 giugno 1984) è un calciatore iracheno, attaccante dell'Al-Diwaniya.

## Carriera

### Nazionale
Ha esordito con la Nazionale irachena il 24 luglio 2016 nell'amichevole Uzbekistan-Iraq (2-1).